# Wadim Szyszymarin
Wadim Jewgienijewicz Szyszymarin, ros. Вадим Евгеньевич Шишимарин (ur. 17 października 2000 w Ust-Ilimsku) – pierwszy rosyjski żołnierz skazany za zbrodnię wojenną popełnioną podczas rosyjskiej inwazji na Ukrainę. 18 maja 2022 roku przyznał się do zastrzelenia nieuzbrojonego cywila w Czupachiwce w obwodzie sumskim.

## Życiorys
Szyszymarin urodził się 17 października 2000 roku w Ust-Ilimsku, w obwodzie irkuckim. Był sierżantem i dowódcą 13 Gwardyjskiego Szepietowskiego pułku czołgów w 4 Gwardyjskiej Kantemirowskiej Dywizji Pancernej.
28 lutego 2022 roku podczas rosyjskiej inwazji na Ukrainę, podczas wycofywania się, aby dołączyć do reszty wojsk rosyjskich, jego jednostka ukradła samochód i skierowała się w stronę osiedla typu miejskiego Czupachiwka, w obwodzie sumskim. Już w Czupachiwce zauważyli oni 62-letniego Ołeksandra Szelipowa jadącego na rowerze i rozmawiającego przez telefon. Jeden z żołnierzy miał rozkazać Szyszymarinowi zastrzelić mężczyznę. Szyszymarin wystrzelił w stronę mężczyzny od trzech do czterech pocisków z karabinku AK-47 przez otwarte okno samochodu. Szelipow zginął na miejscu, kilka metrów od swojego domu. Według strony ukraińskiej, zbrodnia została nagrana przez kamerę monitoringu.
Pułk Szyszymarina został złapany lub skapitulował. 4 maja 2022 roku SBU opublikowała nagranie, na którym Szyszymarin opisuje, jak zastrzelił Szelipowa. 18 maja Prokurator Generalna Ukrainy, Iryna Wenediktowa, ogłosiła, że jej biuro przygotowuje sprawy o zbrodnie wojenne przeciwko 41 rosyjskim żołnierzom.
Szyszymarin zeznał, że zastrzelił mężczyznę, ponieważ obawiano się, że wyda pozycję wojsk rosyjskich.

## Proces
Proces Szyszymarina rozpoczął się 13 maja 2022 roku. Został on oskarżony o morderstwo. Groziło mu od 10 do 15 lat pozbawienia wolności lub dożywocie.
Adwokatem oskarżonego został Wiktor Owsjannikow, zapewniony przez stronę ukraińską. Prokurator Jarosław Uszapiwskij ogłosił, że Szyszymarin przyznał się do winy i współpracował z organami ścigania.
Podczas drugiego dnia procesu Owsjannikow powiedział, że nikt z Ministerstwa Obrony Federacji Rosyjskiej się z nim nie kontaktował. Rzecznik prezydenta Rosji, Dmitrij Pieskow, stwierdził, że Kreml nie posiada o tej sprawie żadnych informacji.
23 maja 2022 roku Szyszymarin został skazany na dożywotnie pozbawienie wolności.